# 郑州出口加工区
郑州出口加工区位于河南省郑州经济技术开发区，于2002年6月21日经中国国务院批设，是一个由郑州海关监管的一个封闭式综合性出口加工区，全区规划面积达2.7平方公里。2009年2月9日，中华人民共和国海关总署同意郑州出口加工区开展保税物流功能，从而使得该区由过去纯粹的加工贸易区转变为综合保税区。